# Шиндир'яли
Шиндир'я́ли (рос. Шиндыръялы, марій. Шундӱръял) — присілок у складі Гірськомарійського району Марій Ел, Росія. Входить до складу Виловатовського сільського поселення.

## Населення
Населення — 345 осіб (2010; 373 у 2002).
Національний склад (станом на 2002 рік):
- гірські марійці — 97 %